# Grabow (brandenburgisches Adelsgeschlecht)

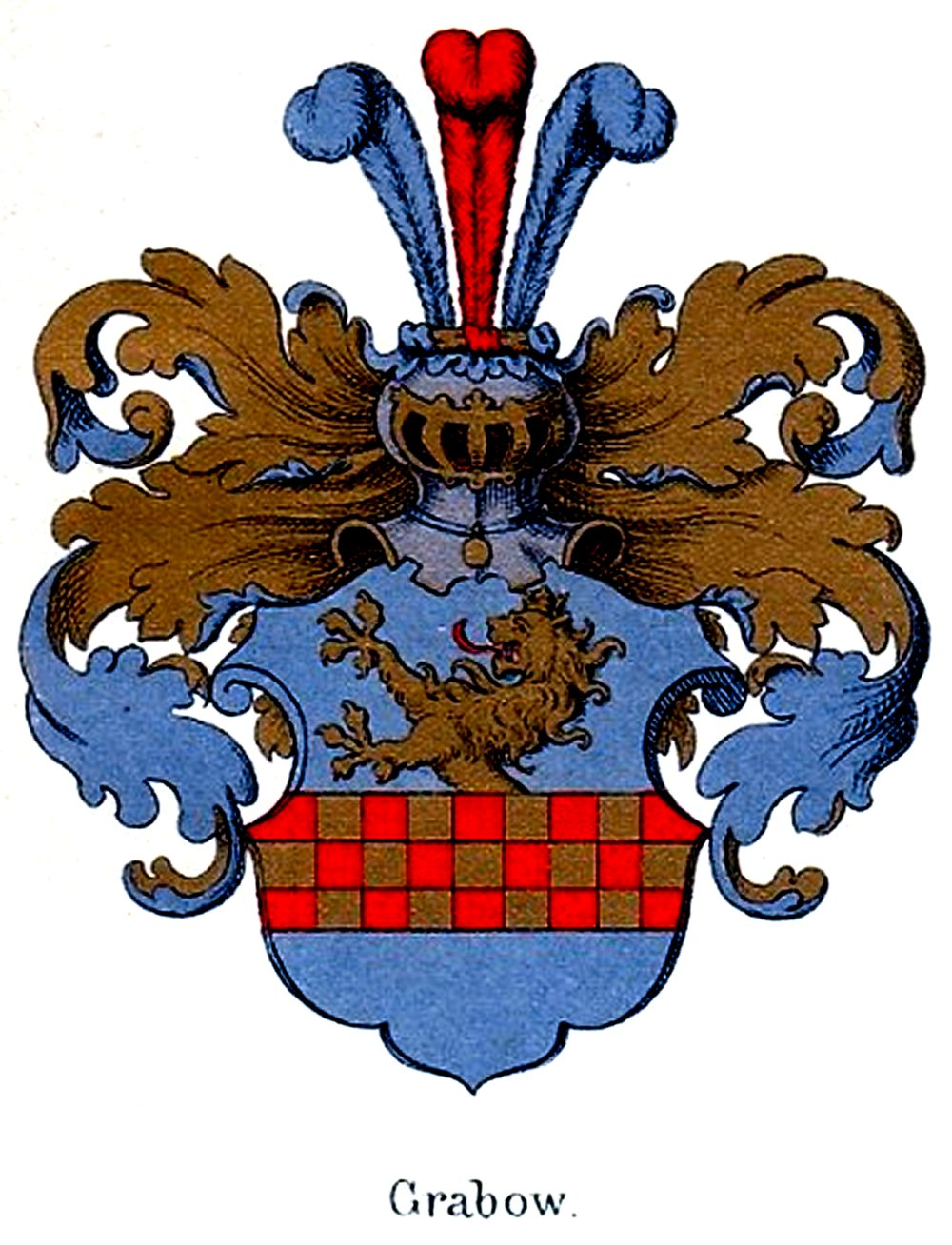
Wappen der Grabow aus der Prignitz, dänischer Zweig

Grabow ist ein markbrandenburgisches Adelsgeschlecht aus der Prignitz mit gleichnamigem Stammhaus. Das Geschlecht ist von mehreren gleichnamigen, aber stamm- und wappenverschiedenen Geschlechtern Grabow zu unterscheiden. Zu letzteren gehören die pommersch-mecklenburgischen Grabow, die holsteinisch-lüneburgischen Grabow und die magdeburgischen Grabow.

## Geschichte

### Prignitz
Das Geschlecht ist eines der ältesten in der Ostprignitz. Es erscheint urkundlich erstmals 1144 mit Heinricus de Grabow. 1536 besaß es Bantikow (bis 1810), 1542 Grabow bei Blumenthal sowie 1556 Lögow (heute Ortsteil von Wusterhausen/Dosse) im Kreis Ruppin. Zu diesen Gütern kamen später noch andere wie Wutike (heute Ortsteil von Gumtow) hinzu. 1817 war Gartow im Kreis Ruppin (heute Ortsteil von Wusterhausen/Dosse) im Besitz der Familie.

### Dänemark
Schon im 15. Jahrhundert sind mit Morten Grabow und Herbert Grabow zwei Angehörige des Geschlechts in Dänemark bezeugt. Um 1660 verfügten die dänischen Grabows über Landbesitz und wurden in den dänischen Adel rezipiert.
Joachim von Grabow (Køn Joakim Grabow) († 23. Juni 1669) aus Wuticke erhielt 1624 eine Bestallung als dänischer Schiffsleutnant. Er stieg später zum Admiral auf und wurde 1640 mit Gütern in Schonen belehnt. Bei der Seeschlacht auf der Kolberger Heide befehligte er die 2. Schwadron der dänischen Flotte. 1650 erwarb er Sørup, Vetterslev Sogn.
Sein Verwandter Hans von Grabow (* 1549; † 28. März 1628) war 1582 mit Eustachius von Thümen nach Dänemark gekommen und war in dänische Kriegsdienste getreten. Er erwarb das Gut Pederstrup im Vesterborg Sogn. Von dessen Söhnen aus erster Ehe ging Joachim Grabow (* 18. Oktober 1599; † 15. November 1634) auf eine ausgedehnte europäische Reise und trat in venezianische und florentinische Kriegsdienste, bis er 1625 heimkehrte; mit seinem Sohn Johan Joakimsen Grabow (* 8. Februar 1626; † nach 1673) endet die dänische Linie im Mannesstamm.

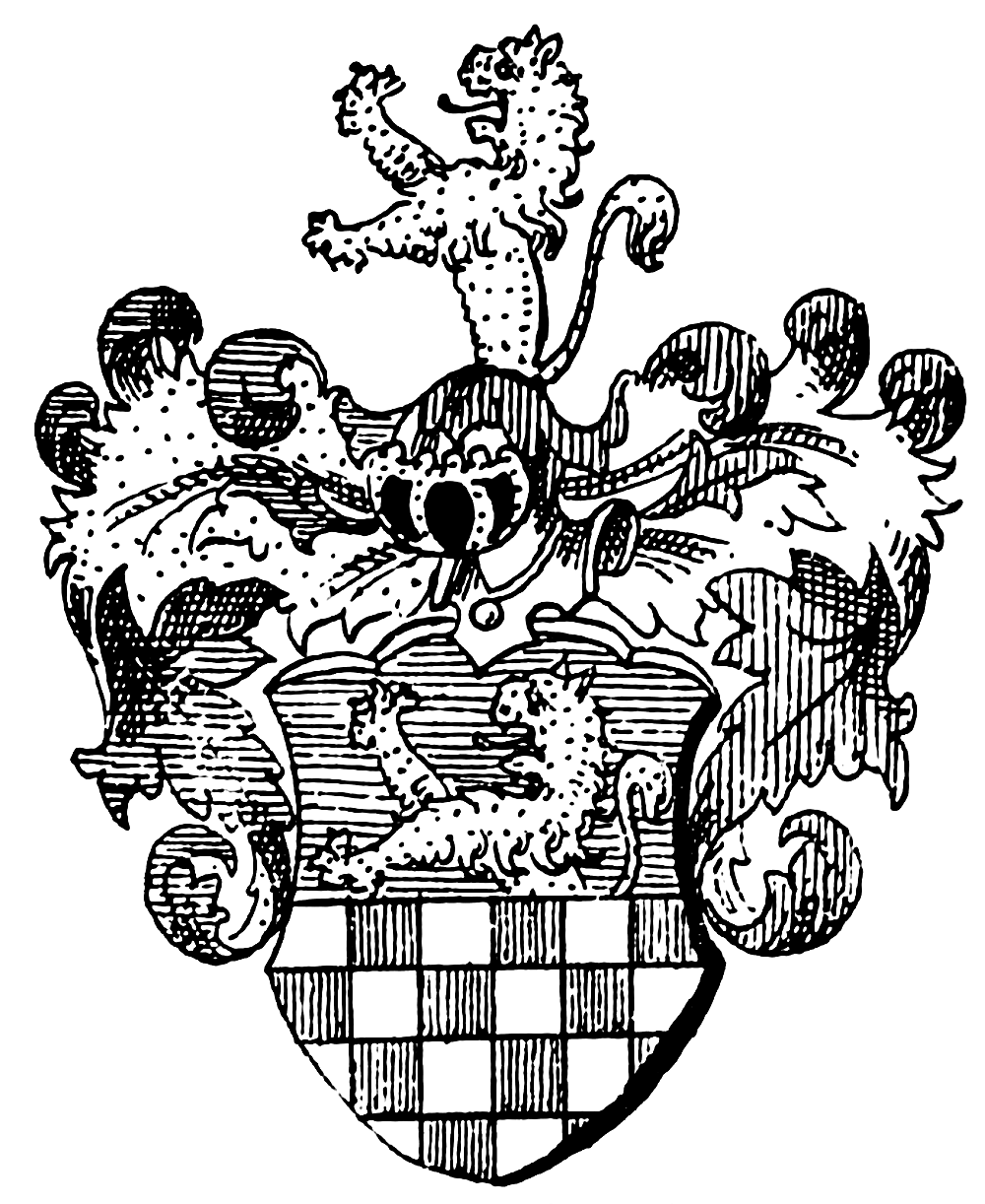
Wappen derer von Grabow (Prignitz)

## Wappen
Das Stammwappen zeigt in einem blauen Schild einen aus geschachtem Grund aufwachsenden goldenen halben, gekrönten Löwen. Das Schach hat auf älteren Siegeln drei, auf neueren vier Reihen. Auf letzteren ist nicht ein aufwachsender, sondern ein nach der rechten Seite fortschreitender, leopardierter Löwe dargestellt. Der Schach ist gold und rot.

## Namensträger
- Christoph Heinrich von Grabow (1700–1770), preußischer Generalmajor
- Friedrich Wilhelm Karl von Grabow (1783–1869), preußischer General der Infanterie
- Guido von Grabow (1818–1896), deutscher Diplomat, Legationssekretär (und zeitweise Geschäftsträger) in Washington 1852–1865, Geschäftsträger des Norddeutschen Bundes in Venezuela[5][6]
- Reinhart von Grabow (1819–1890), preußischer Oberst z. D.